# Yoshitada Yamaguchi
Yoshitada Yamaguchi (jap. 山口 芳忠, Yamaguchi Yoshitada; * 28. September 1944 in Fujieda, Präfektur Shizuoka) ist ein ehemaliger japanischer Fußballspieler.

## Nationalmannschaft
1964 debütierte Yamaguchi für die japanische Fußballnationalmannschaft. Yamaguchi bestritt 49 Länderspiele. Mit der japanischen Nationalmannschaft qualifizierte er sich für die Olympischen Spiele 1964 und 1968. Bei den Olympischen Spielen 1968 konnte Japan die Bronzemedaille gewinnen.

## Errungene Titel

### Mit der Nationalmannschaft
- Olympische Sommerspiele 1968: Bronzemedaille

### Mit seinen Vereinen
- Japan Soccer League: 1972
- Kaiserpokal: 1972, 1975

## Persönliche Auszeichnungen
- Japan Soccer League Best Eleven: 1968, 1969, 1970, 1971, 1972, 1973, 1974